# Psychoda vagabunda
Psychoda vagabunda és una espècie d'insecte dípter pertanyent a la família dels psicòdids.

## Descripció
- Femella: cos de color marró groguenc, placa subgenital quadrada i amb una concavitat apical en forma de "V", antenes de 0,8 mm de llargària i amb 15 artells (els núms. 13 i 14 fusionats, mentre que el 15 és el més petit de tots), membranes alars groguenques clares i amb taques marrons als extrems de la nervadura, espermateca similar a la de Psychoda alternata, i ales d'1,7 mm de llargada i 0,7 d'amplada.
- El mascle no ha estat encara descrit.[2][5]

## Distribució geogràfica
Es troba a Borneo, Sri Lanka, Malàisia, les illes Filipines (Luzon i Mindanao), Nova Bretanya i Nova Guinea.

## Observacions
Igual que amb moltes altres espècies de Psychoda, hom creu que el transport comercial és el responsable de la gran propagació d'aquesta espècie.